# Demosthenesia pearcei
Demosthenesia pearcei är en ljungväxtart som först beskrevs av Nathaniel Lord Britton, och fick sitt nu gällande namn av A. C. Smith. Demosthenesia pearcei ingår i släktet Demosthenesia, och familjen ljungväxter. Inga underarter finns listade i Catalogue of Life.